# Јанко Буљик
Јанко Буљик (Ковачица, Банат, 1897. – Концентрациони логор Матхаузен 1942) је био је атлетичар у време Краљевине Срба, Хрвата и Словенаца. Дисциплине у којима је начешће учествовао биле су скок удаљ и трчање на 100 метара. По професији је био адвокат. Школовао се у Новом Саду и Загребу. У Загребу је 1920. постао првак у скоку удаљ са 6,27 м, а у трчању је 1921. изједначио национални рекорд на 100 метара 11,2 сек.
На атлетским такмичењима у Векиком Бечкереку, Кикинди, Вршцу, Београду и др., учествовао је као члан загребачких клубова Конкордије и ХАШК-а. Национални рекорд у скоку удаљ поставио је први пут 2. јула 1921. са 6,41 м, а други пут 26. маја 1923. са 6,5 м. После немачке окупације Чехословачке 1939, повезао се чехословачким покретом отпора. Гестапо га је ухапсио 10. маја 1941. у Београду. Убијен је у концентрационом логору Матхаузен 1942.